# Koningin (kaartspel)
Dit overzicht is mogelijk incompleet; u kunt helpen door het uit te breiden.
De koningin is een kaart uit het standaard kaartspel, tussen de boer en koning.
Deze kaart wordt ook wel vrouw of dame genoemd en toont de beeltenis van een vrouw in kledij die een traditionele koningin niet misstaat. Vandaar ook de Q in de hoeken van Engelse speelkaarten, die staat voor Queen (=koningin).

De harten koningin
De ruiten (koeken) koningin
De schoppen koningin
De klaver koningin

- Bibliothèque nationale de France: cb16530021f (data)
- Système universitaire de documentation: 154297542